# Segerstads landskommun, Skaraborgs län
Segerstads landskommun var en tidigare kommun i dåvarande Skaraborgs län.

## Administrativ historik
Kommunen inrättades i Segerstads socken i Gudhems härad i Västergötland när 1862 års kommunalförordningar trädde i kraft.  
Vid kommunreformen 1952 uppgick landskommunen i Stenstorps landskommun som 1974 uppgick i Falköpings kommun.